# Stanisław Tęczyński (1484–1549)
 Stanisław Tęczyński herbu Topór (ur. 1484, zm. 1549) – polski szlachcic, hrabia, podkomorzy sandomierski (1517–1549) i starosta trembowelski, dworzanin królewski.

## Życiorys
Był synem Gabriela Tęczyńskiego i Anny z Konińskich. Posiadał liczne rodzeństwo: braci Jana Tęczyńskiego i Andrzeja Tęczyńskiego oraz cztery siostry. W młodości studiował na Akademii Krakowskiej. W 1527 roku wraz z innymi z rodziny został wyniesiony do godności Hrabiego Cesarstwa przez cesarza Karola V. W l. 1533–1535, wraz z orszakiem Andrzeja Tęczyńskiego odbył pielgrzymkę do Ziemi Świętej, po której otrzymał od papieża Pawła III tytuł Rycerza Jerozolimskiego. Był podkomorzym sandomierskim (1517–1549) i starostą trembowelski (1530–1549). Zmarł bezpotomnie w 1549 r. w wieku 66 lat.
W Kraśniku zachował się jego renesansowy nagrobek ufundowany przez brata Jana Tęczyńskiego. Na płycie nagrobnej znajduje się herb hrabiowski Tęczyńskich wraz z dwoma Toporami i dwoma orłami dwugłowymi.